# Pelecopsis biceps
Pelecopsis biceps là một loài nhện trong họ Linyphiidae.
Loài này thuộc chi Pelecopsis. Pelecopsis biceps được Herman Theodor Holm miêu tả năm 1962.